# Великочий, Владимир Степанович
Владимир Степанович Великочий (род. 1 марта 1968 Городенка) — украинский историк, доктор исторических наук, профессор, исследователь ЗУНР, директор института туризма Прикарпатского университета.

## Биография
Родился 1968 года. После службы в Советской армии вступил в Прикарпатский университет и окончил его по специальности история. В 1999 году защитил кандидатскую диссертацию на тему: «История ЗУНР: источники к изучению государственного строя» научный руководитель Карпенко Александр Юхимович.
С 2001 года по 2003 первый помощник ректора Прикарпатского университета В 2002 и 2006 кандидат в народные депутаты С 2003 года директор института туризма.
В 2010 защитил докторскую диссертацию на тему «Украинская историография общественно-политических процессов в Галиции 1914—1919 годов».
Научный консультант Реент Олександр.
С 2012 года член-корреспондент Академии туризма Украины.